# Moloch (1999)
Moloch (Russisch: Молох) is een Russische dramafilm uit 1999 onder regie van Aleksandr Sokoerov.

## Verhaal
In het afgelegen woonhuis Berghof in Beieren wacht Eva Braun op de komst van haar geliefde Adolf Hitler. Tijdens een dag uit het leven van Hitler komt het karakter van de dictator tot uiting.

## Rolverdeling
| Acteur             | Personage       |
| ------------------ | --------------- |
| Leonid Mozgovoj    | Adolf Hitler    |
| Jelena Roefanova   | Eva Braun       |
| Vladimir Bogdanov  | Martin Bormann  |
| Leonid Sokol       | Joseph Goebbels |
| Jelena Spiridonova | Magda Goebbels  |
| Anatoli Sjvederski | Priester        |